# بلدرچین خال‌چشمی

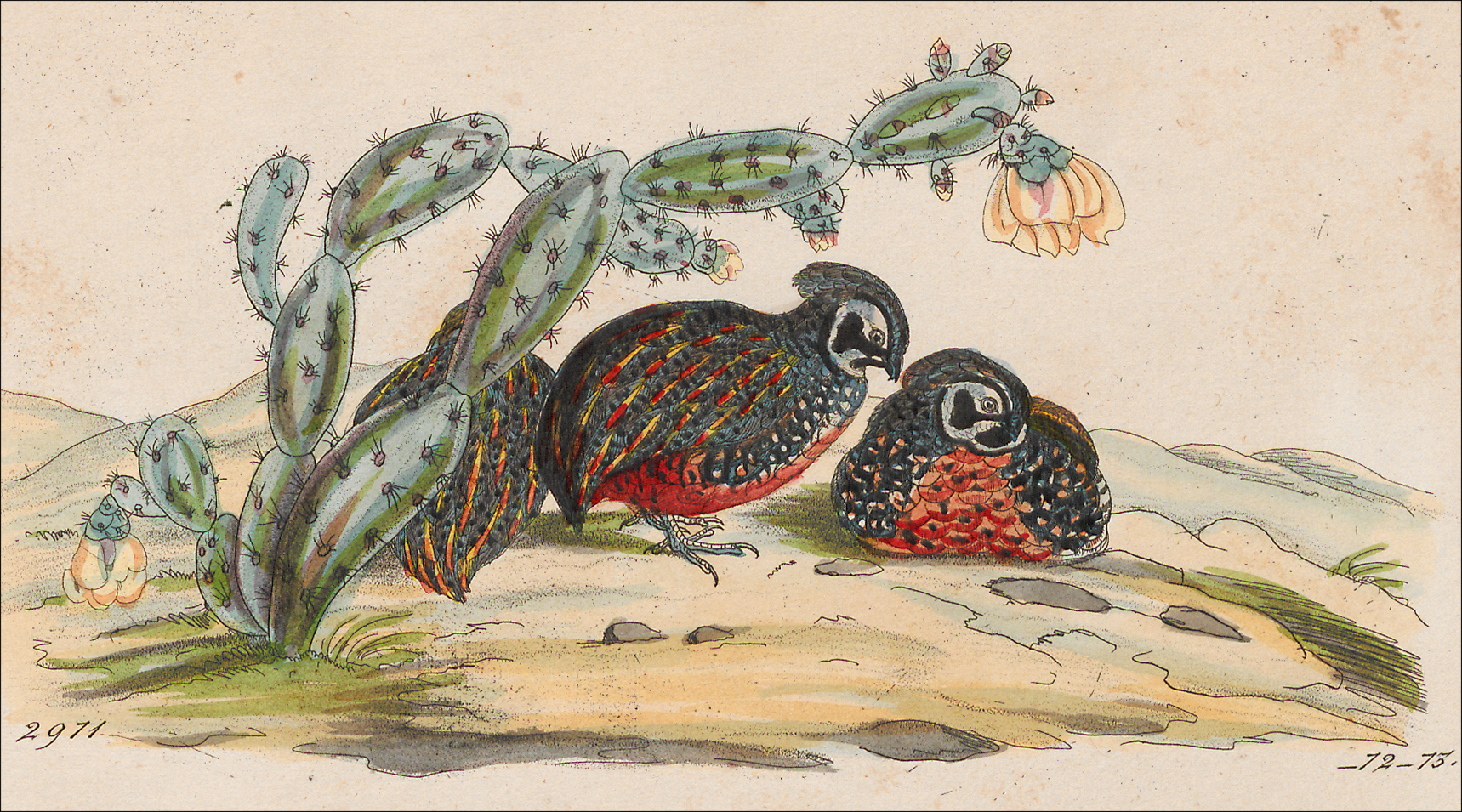
بلدرچین خال‌چشمی

بلدرچین خال‌چشمی (نام علمی: Cyrtonyx ocellatus) نام یک گونه از سرده خم‌پنجه است.